# أليكس راسموسن
أليكس راسموسن (بالدنماركية: Alex Rasmussen) مواليد 9 يونيو 1984 في أودنسه، محافظة سيد دنمارك، الدنمارك، هو دراج دانمركي في صنف سباق الدراجات على الطريق وعلى المضمار. شارك في دورة الألعاب الأولمبية الصيفية وفاز بميدالية أولمبية.

## النتائج

### سباقات أو مراحل فاز بها
| التاريخ       | السباق                                                                            | المركز                  |
| ------------- | --------------------------------------------------------------------------------- | ----------------------- |
| 01 يناير 2006 | جائزة هيرنينغ الكبرى 2006                                                         | المركز الثالث           |
| 06 أغسطس 2006 | طواف الدنمارك 2006                                                                | السادس في تصنيف النقاط  |
| 13 أغسطس 2006 | فيين روندت 2006                                                                   | الفائز في التصنيف العام |
| 01 يناير 2007 | Course en ligne masculine aux championnats du Danemark de cyclisme sur route 2007 | الفائز في التصنيف العام |
| 01 يناير 2008 | ركوب الدراجات في الألعاب الأولمبية الصيفية 2008 – فريق رجال مطاردة                | المركز الثاني           |
| 01 يونيو 2008 | 2008 Rogaland Grand Prix                                                          | المركز الثالث           |
| 01 يناير 2009 | Contre-la-montre masculin aux championnats du Danemark de cyclisme sur route 2009 | المركز الثاني           |
| 01 يناير 2010 | Contre-la-montre masculin aux championnats du Danemark de cyclisme sur route 2010 | المركز الثاني           |
| 24 أغسطس 2010 | طواف إينكو 2010                                                                   | التاسع في تصنيف النقاط  |
| 26 يونيو 2011 | Course en ligne masculine aux championnats du Danemark de cyclisme sur route 2011 | الرابع في التصنيف العام |
| 12 أبريل 2012 | جائزة دينين الكبرى 2012                                                           | المركز الثاني           |
| 02 مايو 2014  | سكايف لوبيت 2014                                                                  | المركز الثاني           |

## روابط خارجية
- أليكس راسموسن على موقع الاتحاد الدولي للدراجات (الإنجليزية)
- أليكس راسموسن على موقع أرشيف الدراجات (الإنجليزية)
- أليكس راسموسن على موقع إحصائيات الدراجات الإحترافية (الإنجليزية)
- أليكس راسموسن على موقع نسبة الدراجات (الإنجليزية)
- أليكس راسموسن على موقع CycleBase (الإنجليزية)
- أليكس راسموسن على موقع أوليمبيديا (الإنجليزية)